# Stare Proboszczewice
Stare Proboszczewice – wieś w Polsce położona w województwie mazowieckim, w powiecie płockim, w gminie Stara Biała.
W latach 1975–1998 miejscowość administracyjnie należała do województwa płockiego.
Miejscowość położona nad rzeką Wierzbicą, będącą dopływem Skrwy.
Miejscowość jest również siedzibą Parafii św Floriana w Starych Proboszczewicach

## Rys historyczny
Od XII własność prepozytów kapituły płockiej. Prawdopodobnie swą nazwę wzięły od prepozyta, czyli od proboszcza kapituły już w XIII wieku.
W roku 1375 Dobiesław biskup płocki wieś tę, własność kapituły, przenosi na prawo chełmińskie, nadając w niej wójtostwo „Petro servitori nostri" na 3 łanach.
Osadnicy płacili wówczas po florenie z łanu czynszu rocznego oraz po 6 miar zboża.

Za dziesięcinę zaś po 4 skojce i 2 kury (Kod. maz. 85).

W roku 1578 Proboszczewice Wielkie i Małe mają kościół parafialny, płacą od 22 łanów,posiadały 6 zagrodników z rolą, 1 rzemieślnika, wdowa po kowalu, wyszynk piwa i wódki. Na poświątnem 1 zagrodnik, młyn, wyszynk piwa i wódki.

Wieś była wówczas własnością prałata płockiego, podkanclerza koronnego.
Od końca XVIII wieku dobra rządowe ekonomii Brwilno. W roku 1822 to wieś narodowa. W 1828 był tu młyn. W 1888 roku wieś z kościołem, karczmą i folwarkiem. Słynne w Rzeczypospolitej ze względu na wielkie grodzisko, największe na Mazowszu, położone w południowej części wsi, nazywane przez okolicznych mieszkańców Kosmatą Górą lub Szwedzkimi Okopami, sławne z bitwy na początku XVI wieku pomiędzy krzyżakami a Mazowszanami zwycięsko broniącymi kraju pod dowództwem Andrzeja Sieprskiego, starosty płockiego.

## Zabytki
- Kościół Parafialny, pw. św. Floriana, neogotycki, orientowany, murowany z cegły, wzniesiony w latach 1868-1869 staraniem ks. Mikołaja Bilińskiego, a w 1906 r. konsekrowany przez bpa Apolinarego Wnukowskiego. Posiada malowidła ścienne, wykonane w 1907 r., które zostały odnowione i uzupełnione w 1980 r. przez Ludwika Jędrzejewskiego z Płocka. W neogotyckim ołtarzu głównym z końca XIX w. umieszczona jest rzeźba Chrystusa Ukrzyżowanego, replika krucyfiksu z ołtarza głównego kościoła reformatów w Płocku (1777 r.). W czasie okupacji od 1941 r. kościół był zamknięty. W jego wnętrzu na uwagę zasługują barokowe: chrzcielnica, monstrancja i relikwiarz. Przy kościele XX-wieczna dzwonnica.
- Kaplica cmentarna wybudowana jako grobowa w 1892 roku.
- Stary cmentarz ewangelicki, całkowicie zniszczony, bez pozostałości nagrobków, mylnie nazywany przez miejscowych "kirkutem"
- Słowiańskie grodzisko z X wieku, zwane Kosmatą Górą.
- Dworek z 1906 roku, obecnie siedziba Ośrodka Zdrowia

## Sport
We wsi działa klub Start Proboszczewice, który występuje w Lidze Okręgowej.
Boisko w Proboszczewicach jest czwartym obiektem treningowym Wisły Płock.

## Komunikacja
Stare Proboszczewice posiadają połączenie szynobusowe ze stacji Proboszczewice Płockie, skąd odjeżdżają w kierunku Płocka i Sierpca. Miejscowość obsługują również 2 linie komunikacji miejskiej z Płocka oraz linia PKS BusKom.